# Sport Lisboa e Benfica 1989-1990
La pagina raccoglie i dati riguardanti il Benfica nelle competizioni ufficiali della stagione 1989-1990.

## Stagione
Nella stagione del ritorno di Sven-Göran Eriksson alla guida tecnica, il Benfica si contese inizialmente il secondo posto della stagione 1989-1990 con il Vitória Guimarães, arrivando ad occupare stabilmente la piazza d'onore nella zona UEFA per tutto il girone di ritorno. In Coppa dei Campioni la squadra arrivò invece a contendersi il trofeo fino all'ultimo atto, perdendo per 1-0 la finale di Vienna contro i detentori del Milan dopo aver eliminato, in semifinale, il favorito Olympique Marsiglia.

## Maglie e sponsor
Dopo aver disputato l'intera stagione con lo sponsor tecnico Adidas, in occasione della finale di Coppa dei Campioni il Benfica sfoggiò una maglietta senza sponsor ufficiale (FNAC), prodotta dalla Hummel.
| Manica sinistra · Manica sinistra · Maglietta · Maglietta · Manica destra · Manica destra · Pantaloncini · Calzettoni | Manica sinistra · Manica sinistra · Maglietta · Maglietta · Manica destra · Manica destra · Pantaloncini · Calzettoni |

## Rosa
| N. |                       | Ruolo | Calciatore           |
| -- | --------------------- | ----- | -------------------- |
|    | Portogallo (bandiera) | P     | Silvino Louro        |
|    | Portogallo (bandiera) | P     | Manuel Bento         |
|    | Brasile (bandiera)    | P     | António Dias Graça   |
|    | Portogallo (bandiera) | D     | José Carlos Ferreira |
|    | Portogallo (bandiera) | D     | Fernando Mendes      |
|    | Portogallo (bandiera) | D     | António Veloso       |
|    | Portogallo (bandiera) | D     | Álvaro Monteiro      |
|    | Brasile (bandiera)    | D     | Ricardo Gomes        |
|    | Portogallo (bandiera) | D     | António Fonseca      |
|    | Portogallo (bandiera) | D     | Samuel Silva         |
|    | Brasile (bandiera)    | D     | Aldair               |
|    | Portogallo (bandiera) | D     | Paulo Madeira        |
|    | Portogallo (bandiera) | D     | Paulinho Ramos       |
|    | Portogallo (bandiera) | C     | Paulo Sousa          |

| N. |                       | Ruolo | Calciatore         |  |
| -- | --------------------- | ----- | ------------------ |  |
|    | Svezia (bandiera)     | C     | Jonas Thern        |  |
|    | Portogallo (bandiera) | C     | António Pacheco    |  |
|    | Portogallo (bandiera) | C     | Hernâni Neves      |  |
|    | Brasile (bandiera)    | C     | Ademir Alcântara   |  |
|    | Brasile (bandiera)    | C     | Valdo Filho        |  |
|    | Portogallo (bandiera) | A     | Diamantino Miranda |  |
|    | Portogallo (bandiera) | A     | Vítor Paneira      |  |
|    | Portogallo (bandiera) | A     | Fernando Chalana   |  |
|    | Portogallo (bandiera) | A     | César Brito        |  |
|    | Svezia (bandiera)     | A     | Mats Magnusson     |  |
|    | Angola (bandiera)     | A     | Vata Garcia        |  |
|    | Angola (bandiera)     | A     | Abel Campos        |  |
|    | Brasile (bandiera)    | A     | José de Lima       |  |

## Statistiche

### Statistiche di squadra
| Competizione         | Punti | Totale | Totale | Totale | Totale | Totale | Totale | D.R. |
| Competizione         | Punti | G      | V      | N      | P      | Gf     | Gs     | D.R. |
| -------------------- | ----- | ------ | ------ | ------ | ------ | ------ | ------ | ---- |
| Primeira Divisão     | 55    | 34     | 23     | 9      | 2      | 76     | 18     | +58  |
| Coppa del Portogallo | -     | 2      | 1      | 0      | 1      | 5      | 3      |      |
| Coppa dei Campioni   | -     | 9      | 7      | 0      | 2      | 21     | 4      |      |
| Totale               |       | 45     | 31     | 9      | 5      | 102    | 25     | -    |

### Statistiche dei giocatori
| Giocatore   | Campionato | Campionato | Campionato | Campionato |
| Giocatore   | Pres       | Gol        | Am         | Esp        |
| ----------- | ---------- | ---------- | ---------- | ---------- |
| Ademir      | 8          | -          | 1          | -          |
| Aldair      | 22         | 5          | 4          | -          |
| Bento       | 1          | -          | -          | -          |
| Campos      | 18         | -          | 1          | -          |
| César Brito | 25         | 5          | -          | -          |
| Chalana     | 8          | -          | -          | -          |
| Diamantino  | 15         | -          | 2          | -          |
| Ferreira    | 25         | -          | 3          | -          |
| Fonseca     | 8          | -          | 1          | -          |
| Gomes       | 15         | 2          | 1          | -          |
| Lima        | 15         | -          | 3          | -          |
| Madeira     | 7          | -          | -          | -          |
| Magnusson   | 32         | 33         | 3          | -          |
| Mendes      | 5          | -          | -          | -          |
| Monteiro    | 2          | -          | 1          | -          |
| Neves       | 14         | -          | 2          | -          |
| Pacheco     | 30         | 4          | 1          | -          |
| Paneira     | 26         | 3          | 3          | -          |
| Paulinho    | 6          | 1          | -          | -          |
| Paulo Sousa | 36         | -          | 6          | 1          |
| Samuel      | 26         | -          | 4          | -          |
| Silvino     | 33         | -          | 1          | -          |
| Thern       | 21         | 2          | -          | -          |
| Valdo Filho | 24         | 3          | 1          | -          |
| Vata        | 22         | 10         | 1          | -          |
| Veloso      | 30         | -          | 3          | -          |